# Super Street Fighter II: The Tournament Battle
Super Street Fighter II: The Tournament Battle est un jeu vidéo de combat développé et édité par Capcom en septembre 1993 sur CP System II. C'est une version améliorée de Super Street Fighter II: The New Challengers, destinée à gonfler les ventes de cartes et de bornes d'arcade du jeu original tout en finalisant la fonctionnalité initialement abandonnée par les développeurs sur le portage CPS2 original.

## Système de jeu
Super Street Fighter II: The Tournament Battle est une version retravaillée de Super Street Fighter II: The New Challengers permettant à huit joueurs de s'affronter en tournoi, et tirant profit des huit palettes de couleurs données à chaque personnage par la mouture précédente, complétant ainsi une fonctionnalité prévue par le portage original mais abandonnée par manque de temps. Les joueurs peuvent donc désormais jouer à huit avec des personnages identiques, tout en ayant chacun sa palette de couleurs pour pouvoir distinguer correctement chaque combattant pendant la partie.
La version arcade du jeu figure la possibilité de brancher en réseau jusqu'à quatre systèmes d'arcade CP System II pour jouer en tournoi à huit joueurs. Cette fonctionnalité de jeu en tournoi, initialement absente de la version arcade, fut cependant incluse dans les portages console et PC ultérieurs du jeu, dans un mode de jeu appelé sobrement Tournament Mode ("Mode Tournoi").

## Personnages
Super Street Fighter II: The Tournament Battle reprend les 16 personnages du titre précédent, sans aucune modification autre que l'ajout des 8 palettes de couleur par personnage permettant aux huit joueurs d'un tournoi de jouer le même personnage tout en le reconnaissant parmi tous les autres. Cette fonction, ainsi que l'ensemble du mode tournoi, fut incluse par défaut dans tous les portages console de Super Street Fighter II.

### World Warriors
- Ryu
- Ken Masters
- Edmond Honda
- Chun-Li
- Jimmy Blanka
- Zangief
- Guile
- Dhalsim

### Shadaloo
- Balrog
- Vega
- Sagat
- M. Bison

### New Challengers
- Thunder Hawk
- Dee Jay
- Cammy White
- Fei Long

## Portages
- Super Nintendo : 1994, Super Street Fighter II: The New Challengers (Tournament Mode)
- Mega Drive : 1994, Super Street Fighter II: The New Challengers (Tournament Mode)
- PC : 1996, Super Street Fighter II: The New Challengers (Tournament Mode)
- Wii : 2008, Super Street Fighter II: The New Challengers (Tournament Mode)
- Wii U : 2013, Super Street Fighter II: The New Challengers (Tournament Mode)